# Graham Wardle

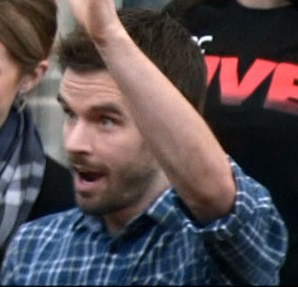
Graham Wardle

Graham Wardle (* 6. September 1986 in Mission, British Columbia) ist ein kanadischer Schauspieler, Filmemacher und Fotograf. Zu großer Bekanntheit kam Graham Wardle durch die Serie Heartland – Paradies für Pferde.

## Biografie
Wardle, geboren in Mission, wuchs zusammen mit seinen fünf Geschwistern in New Westminster, in der Nähe von Vancouver, auf. Im Alter von sechs Jahren wurde er für den Dreh eines Werbespots ausgewählt. Auftritte in TV-Shows und Serien wie The Addams Family folgten. Trotz Erfolge im New Westminster Hyack Football Team wechselte er ab 2003 in die Capilano University in Vancouver. Dort belegte er das Fach Film und Schauspiel, das er 2007 mit einem Diplom abschloss. Während dieser Zeit war er an einigen Filmprojekten beteiligt, in denen er nicht nur Rollen übernahm, sondern auch als Produzent arbeitete.

## Karriere
2007 bekam Wardle die Rolle als Gabe Foley in dem Film In the Land of Women. In dem Drama spielt er neben Meg Ryan, Adam Brody und Kristen Stewart und feierte, ebenfalls 2007, mit Heartland – Paradies für Pferde seinen Durchbruch als Schauspieler, auch über die Landesgrenzen hinaus. 2009 spielte Graham neben P. Lynn Johnson in dem Drama Yesterday.

## Filmografie
| - 1998: Der Sentinel – Im Auge des Jägers (The Sentinel, Fernsehserie, 1 Folge) - 1999: Die neue Addams Familie (The New Addams Family, Fernsehserie, 1 Folge) - 2000: Ratz - 2001: Outer Limits – Die unbekannte Dimension (The Outer Limits, Fernsehserie) - 2004: Life as We Know it (Serie) - 2005: Killer Bash - 2006: Like Mike 2: Streetball - 2006: Fallen - 2007: In the Land of Women - 2007: Meteor – Der Tod kommt vom Himmel (Anna´s Storm) - 2007–2021: Heartland – Paradies für Pferde (Heartland, Fernsehserie) - 2008: That One Night - 2009: Yesterday - 2010: A Heartland Christmas - 2011: Supernatural (Fernsehserie, 2 Folgen) - 2012: Mon Ami - 2013: Grave Halloween - 2013: Cold Lights |

## Privatleben
Neben seinem Engagement im Filmbusiness ist Graham leidenschaftlicher Fotograf, Filmemacher und schreibt außerdem auch einige seiner Plots selbst.